# 赫雷罗语
赫雷罗语（Otjiherero）是尼日尔-刚果语系班图语支中的一门语言。它是生活在纳米比亚、博茨瓦纳及安哥拉西南部的赫雷罗人的母语。讲该语言的人数为200,000人至250,000人左右。

## 聲調
赫雷羅語有兩個聲調，分別為高聲調和低聲調。

## 分布
讲赫雷罗语的人主要分布在纳米比亚的奥马海凯区、奥乔宗朱帕区和库内内区。跟赫雷罗人相关的辛巴人讲一种跟赫雷罗语非常接近的方言。很多讲赫雷罗语的人住在纳米比亚的首都温得和克。